# Cry Pretty (пісня)
«Cry Pretty» — перший сингл шостого студійного альбому американської кантрі-співачки Керрі Андервуд — «Cry Pretty». В США пісня вийшла 11 квітня 2018. Пісня написана Керрі Андервуд, Гілларі Ліндсі, Ліз Роуз та Лорі МакКенна; зпродюсована Керрі Андервуд та Девідом Гарсією. Музичне відео зрежисоване Ранді Сент. Ніколасом; прем'єра музичного відео відбулася 6 травня 2018.

## Список композицій
Цифрове завантаження
1. "Cry Pretty" – 4:06

## Музичне відео
3 травня 2018 Андервуд опублікувала невеликий тізер офіційного музичного відео. 6 травня 2018 відбулася прем'єра відеокліпу під час показу American Idol. Відеокліп зрежисовано Ранді Сент. Ніколасом, з яким Андервуд раніше працювала над музичними відео для пісень «Blown Away», «Smoke Break» та «Heartbeat».

## Чарти
| Чарт (2018)                        | Місце |
| ---------------------------------- | ----- |
| Canadian Hot 100                   | 83    |
| Canada Country (Billboard)         | 8     |
| Scotland (Official Charts Company) | 75    |
| U.S. Billboard Hot 100             | 48    |
| U.S. Billboard Hot Country Songs   | 5     |
| U.S. Billboard Country Airplay     | 9     |
| U.S. Billboard Digital Songs       | 1     |

## Продажі
За перший тиждень релізу за даними Nielsen Music було продано 54,000 цифрових копій. Станом на 14 травня 2018 по США було продано 108,000 копій синглу.

## Нагороди та номінації

### Teen Choice Awards
| Рік  | Номіновано   | Нагорода            | Результат |
| ---- | ------------ | ------------------- | --------- |
| 2018 | "Cry Pretty" | Choice Country Song | Номінація |

### Country Music Association Awards
| Рік  | Номіновано   | Нагорода                | Результат    |
| ---- | ------------ | ----------------------- | ------------ |
| 2018 | "Cry Pretty" | Music Video of the Year | В очікуванні |

## Історія релізів
| Країна | Дата           | Формат(и)            | Лейбл             |
| ------ | -------------- | -------------------- | ----------------- |
| США    | 11 квітня 2018 | Цифрове завантаження | Capitol Nashville |